# アイスモデルマネジメント
株式会社アイスモデルマネジメント（ice model management）東京都港区にあるモデル事務所。ショー中心に活躍するモデル事務所として設立された。日本モデルエージェンシー協会に加盟している。
主な業務はCM、広告、ファッション雑誌などで活躍するモデルの育成、マネジメント。

## 所属モデル
- 高橋侑見
- 米山えりか
- 吉野由香里
- 工藤晴未
- 広瀬彩香
- 森史織
- 円
- 美代
- 美奈弥
- 美彩
- 小寺亜樹
- 岩崎麻梨子
- 飯島香織
- 大津リサ
- 大浦里子
- 野瀬春沙
- 貴子
- 立原慶子
- 梶田麻衣
- 石田明穂
- 桑原美貴
- 本多百恵
- 仲澤早織
- 直井玲奈
- 峰村優美
- 嘉数美幸
- 河崎愛
- 山本カンナ
- 山下直子
- 山本マサミ
- 高田智子（トータルビューティディレクター）
- 彩夏涼